# John Minter Morgan

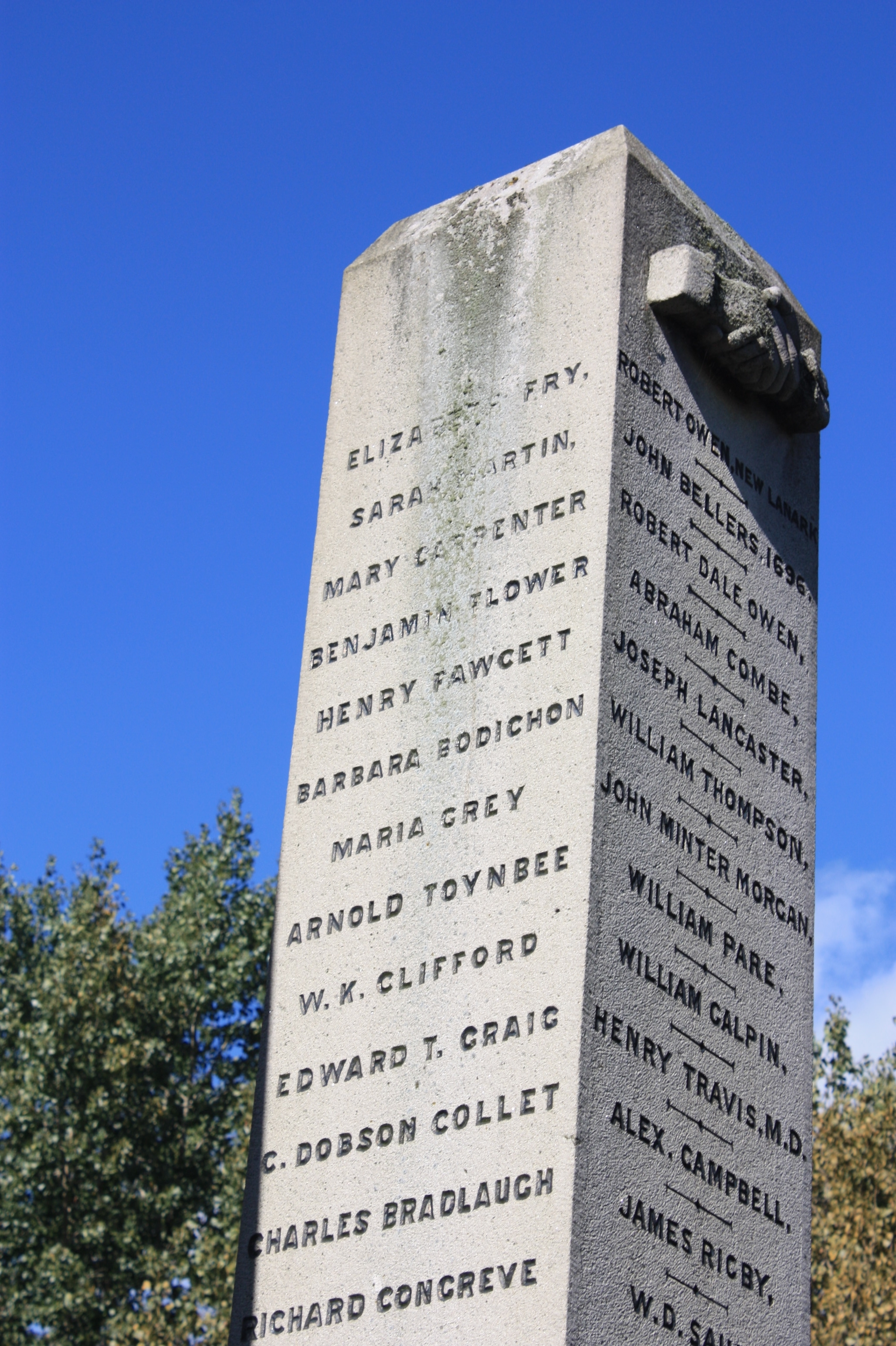
Reformer's Memorial en el cementerio Kensal Green de Londres, en el que aparece el nombre de John Minter Morgan, junto con el de Robert Owen y el de su hijo Robert Dale Owen, y los de otros destacados owenitas como el británico Abram Combe o la norteamericana Frances Wright.

John Minter Morgan (1782-1854) fue el pensador más importante del socialismo cristiano británico y al mismo tiempo uno de los principales representantes del owenismo, por lo que ha sido calificado como «owenista cristiano».

## Biografía
A finales de la década de 1810 se convirtió en un gran defensor de las doctrinas socialistas de Robert Owen. En 1819 intentó demostrar la «practicabilidad» de sus propuestas (On the Practicability of Mr. Owen's Plan) y en 1826 publicó su obra más famosa La rebelión de las abejas (The Revolt of the Bees), una parábola sobre las ideas de Owen que enlazaba con la célebre Fábula de las abejas (1723) de Bernard de Mandeville. Contaba la historia de unas abejas que se ven invadidas por el egoísmo lo que les conduce a la división y a todo tipo de penalidades. Entonces aparece una abeja sabia (trasunto del propio Owen) que consigue que recuperen la vida comunitaria y vuelva la felicidad. El libro fue muy leído en los medios obreros.
En 1827 publicó su obra más directamente socialista cristiana Investigación sobre la propiedad privada y sobre la autoridad (An Inquiry Respecting Private Property and the Authority and Perpetuity of the Apostolic Institution of a Community of Goods) en la que remontaba los orígenes del socialismo a la secta judía de los esenios, antecedente inmediato del cristianismo. Así, tras denunciar los efectos que estaba teniendo la revolución industrial sobre el hombre, proponía la vuelta a la comunidad primitiva para desterrar el individualismo. Para alcanzar ese objetivo propuso más adelante la constitución de pueblos industriales autosuficientes (self-supporting villages) bajo la supervisión de la Iglesia anglicana, propuesta que ha sido considerada como la «utopía industrial» de Morgan.